# 大维亚焦梅
大维亚焦梅（羅馬化：Bolʹshiye Vyazyomy）是俄罗斯莫斯科州的市级镇，属州辖市奥金佐沃市（奥金佐沃城市区），地处莫斯科州中西部，在区行政中心奥金佐沃及州府莫斯科西南方。奥卡河流域内莫斯科河一支流维亚焦姆卡河（Вязёмка）流经该地。
该地2021年人口有12,372人；2010年人口12,650人；2002年人口5,667人。